# Колібрі-барвограй мідний
Колі́брі-барвограй мідний (Metallura theresiae) — вид серпокрильцеподібних птахів родини колібрієвих (Trochilidae). Ендемік Перу.

## Опис
Довжина птаха становить 10—11 см, вага 5 г. Самці мають переважно оливково-бронзове забарвлення з помітним мідно-червоним відблиском, особливо помітним на горлові. На горлі вузька, блискуча світло-зелена пляма. Верхня частина тіла фіолетово-синя, райдужна, нижня частина хвоста сіро-фіолетова. Дзьоб середньої довжини, прямий, чорний. Забарвлення самиць подібне до забарвлення самців, однак плями на горлі в них тьмяні й менш виражені, крайні стернові пера у них мають білі кінчики. Забарвлення молодих птахів подібне до забарвлення самиць. У представників підвиду M. t. parkeri мідний відблиск на верхній частині тіла менш виражений, а нижня частина тіла більш яскраво-золотисто-зелена.

## Підвиди
Виділяють два підвидів:
- M. t. parkeri Graves, GR, 1981 — Кордильєра-де-Колан[en] на півночі Перу (Амазонас);
- M. t. theresiae Simon, 1902 — східні схили Перуанських Анд (від Амазонаса до Уануко).

## Поширення і екологія
Мідні колібрі-барвограї живуть на узліссях карликових лісів та на високогірних луках парамо, на висоті від 2800 до 3800 м над рівнем моря. Живляться нектаром квітів з родин меластомових і вересових, а також дрібними комахами, яких ловлять в польоті. Самці захищають кормові території. Гніздування відбувається у серпні-вересні.